# Itálie na Letních olympijských hrách 2000
Itálii na Letních olympijských hrách v roce 2000 reprezentovala výprava 361 sportovců (246 mužů a 115 žen) v 29 sportech.

## Medailisté
| Medaile | Jméno | Sport             | Soutěž                                   |
| ------- | --- | ----------------- | ---------------------------------------- |
| Zlato   | Beniamino Bonomi Antonio Rossi | Kanoistika        | K2 1000 metrů muži                       |
| Zlato   | Josefa Idemová | Kanoistika        | K1 500 metrů ženy                        |
| Zlato   | Paola Pezzo | Cyklistika        | Ženy cross-country                       |
| Zlato   | Antonella Bellutti | Cyklistika        | Ženy bodovací závod                      |
| Zlato   | Angelo Mazzoni Paolo Milanoli Maurizio Randazzo Alfredo Rota | Šerm              | Družstvo mužů kord                       |
| Zlato   | Valentina Vezzaliová | Šerm              | Ženy fleret                              |
| Zlato   | Diana Bianchediová Giovanna Trilliniová Valentina Vezzaliová | Šerm              | Družstvo žen fleret                      |
| Zlato   | Giuseppe Maddaloni | Judo              | Muži 73 kg                               |
| Zlato   | Agostino Abbagnale Rossano Galtarossa Simone Raineri Alessio Sartori | Veslování         | Muži párová čtyřka                       |
| Zlato   | Alessandra Sensiniová | Jachting          | Ženy třída Mistral                       |
| Zlato   | Domenico Fioravanti | Plavání           | Muži 100 m prsa                          |
| Zlato   | Domenico Fioravanti | Plavání           | Muži 200 m prsa                          |
| Zlato   | Massimiliano Rosolino | Plavání           | Muži 200 m polohový závod                |
| Stříbro | Matteo Bisiani Ilario Di Buò Michele Frangilli | Lukostřelba       | Družstvo mužů                            |
| Stříbro | Nicola Vizzoni | Atletika          | Muži hod kladivem                        |
| Stříbro | Fiona Mayová | Atletika          | Ženy skok daleký                         |
| Stříbro | Elia Luini Leonardo Pettinari | Veslování         | Muži dvojka bez kormidelníka lehkých vah |
| Stříbro | Lorenzo Carboncini Riccardo Dei Rossi Valter Molea Carlo Mornati | Veslování         | Muži čtyřka bez kormidelníka             |
| Stříbro | Luca Devoti | Jachting          | Třída Finn                               |
| Stříbro | Deborah Gelisio | Sportovní střelba | Ženy double trap                         |
| Stříbro | Massimiliano Rosolino | Plavání           | Muži 400 m volný způsob                  |
| Bronz   | Paolo Vidoz | Box               | Muži váha supertěžká nad 91 kg           |
| Bronz   | Pierpaolo Ferrazzi | Kanoistika        | K1 slalom muži                           |
| Bronz   | Silvio Martinello Marco Villa | Cyklistika        | Muži Madison                             |
| Bronz   | Giovanna Trilliniová | Šerm              | Ženy fleret                              |
| Bronz   | Daniele Crosta Gabriele Magni Salvatore Sanzo Matteo Zennaro | Šerm              | Družstvo mužů fleret                     |
| Bronz   | Girolamo Giovinazzo | Judo              | Muži 66 kg                               |
| Bronz   | Ylenia Scapinová | Judo              | Ženy 70 kg                               |
| Bronz   | Emanuela Pierantozziová | Judo              | Ženy 78 kg                               |
| Bronz   | Giovanni Calabrese Nicola Sartori | Veslování         | Muži dvojskif                            |
| Bronz   | Giovanni Pellielo | Sportovní střelba | Muži trap                                |
| Bronz   | Massimiliano Rosolino | Plavání           | Muži 200 m volný způsob                  |
| Bronz   | Davide Rummolo | Plavání           | Muži 200 m prsa                          |
| Bronz   | Marco Bracci Mirko Corsano Alessandro Fei Andrea Gardini Andrea Giani Pasquale Gravina Luigi Mastrangelo Marco Meoni Samuele Papi Simone Rosalba Andrea Sartoretti Paolo Tofoli | Volejbal          | Turnaj mužů                              |